# درو أندرسون
درو أندرسون (بالإنجليزية: Drew Anderson)‏ هو لاعب كرة قاعدة أمريكي، ولد في 9 يونيو 1981 في كيارني في الولايات المتحدة.

## وصلات خارجية
- درو أندرسون على موقع دوري كرة القاعدة الرئيسي (الإنجليزية)
- درو أندرسون على موقعبيزبول رفرنس.كوم (الدوري الرئيسي) (الإنجليزية)
- درو أندرسون على موقعبيزبول رفرنس.كوم (الدوري الثانوي) (الإنجليزية)
- درو أندرسون على موقع إي إس بي إن.كوم (أم.أل.بي) (الإنجليزية)
- درو أندرسون على موقع مشجعي الرسوم البيانية (الإنجليزية)